# Giuseppe Foti
Giuseppe Foti (Patti, 8 dicembre 1879 – Palermo, 24 marzo 1949) è stato un poeta italiano e dialettale siciliano attivo tra il 1912 e il 1938.

## Biografia[1]
Nato a Patti (ME), trascorse l’infanzia a San Salvatore di Fitalia (ME), suo paese d’origine, dove frequentò le Elementari. Una caduta casuale a sei anni circa gli causò una lesione alla spina dorsale che lo segnò per sempre nel corpo e nella psiche;  compiuti gli studi ginnasiali, per le imposizioni del padre e le suppliche della madre fu costretto ad entrare in seminario e, dopo una parentesi in quello di Nicosia, completò gli studi umanistici e teologici a Patti; contro la sua volontà, fu ordinato sacerdote nel 1907; parroco nella stessa Patti e docente di lettere nel seminario, visse con sofferenza il suo sacerdozio, tra avventure e rimorsi.
Nel 1914 si trasferisce a Palermo e si iscrive all’università; morta la madre nel 1916, l’anno seguente depone la tonaca e sposa civilmente Salvatrice Re, sua compagna di studi. All’università frequenta tra gli altri i corsi di Cesareo e Pitrè, che diventano suoi punti di riferimento culturale fino alla laurea ed oltre; il Cesareo, in particolare, segue con simpatia la sua produzione poetica e favorisce il suo impegno esplicito a favore del fascismo, cui il Foti dedica molte delle sue composizioni e un viaggio di propaganda in America nel 1923. Per molti anni insegnò lettere al Regio Istituto Nautico di Palermo nella cui cappella, ottenuta la riduzione allo stato laicale e la relativa dispensa, il 22 giugno 1940 sposa Salvatrice Re alla presenza dei figli Maria, Lidia e Mario. Le responsabilità familiari, nonostante qualche concessione alla sua esuberante natura, danno equilibrio alla sua vita e ispirazione alla sua poesia. Dopo la caduta del fascismo subisce l’onta e i danni anche economici della epurazione; muore a Palermo il 24 marzo 1949.

## Opere
- Il mio primo dolore, A. Fiore, Palermo 1906
- In Lucem, A. Finocchiaro e C., Roma 1912
- Caròla. Novella storica in versi, Tripodo, Messina 1913 (irreperibile)
- Giovanni Meli, in «Arduo», 1/2, Bologna 1916
- Mammuzza mia. Liriche, Roma 1916 (irreperibile)
- Ai Mutilati di San Lorenzo, E. Priulla, Palermo 1917
- La Piccatura bedda (Maria Maddalena), Poemetto in lingua siciliana, Palermo 1919
- Tommaso Campailla. Saggio critico estetico, A. Trimarchi, Palermo 1920
- Li canti di l’odiu e di l’amuri, A. Trimarchi, Palermo 1921
- Masi Raffaleri, Puema sicilianu, in Li canti di l'odiu e di l’amuri, pp. 22-41
- Figghiu d’Ignoti. Puema sicilianu, E. Priulla, Palermo 1922
- Il Nocchiero d’Italia. Carme, Industrie Riunite Editoriali Siciliane, Palermo 1924
- Plutarco, Le vite di Alessandro e di Giulio Cesare (con I. Costanza), A. Trimarchi, Palermo 1925
- La mia propaganda fascista in America, A. Trimarchi, Palermo 1928
- La battaglia di Lepanto e la gloria d’Italia, La Palestra Fascista, Catania 1928
- Decennale. Poemetto, R. Ospizio di Beneficenza, Palermo 1933
- Leggende di Sicilia, G. D. Testini, Palermo 1936
- Luci e ombre. Liriche e poemetti con prefazione di G. A. Cesareo, A. Trimarchi, Palermo 1937
- La Cortigiana di Magdala, A. Trimarchi, 1938
- La poesia religiosa di Giovanni Meli, in Studi su Giovanni Meli nel II° centenario della nascita 1740-1940, G. B. Palumbo, Palermo 1942, pp. 193-204.

## Opere in prosa
La prima opera in prosa, il saggio critico Giovanni Meli, è del 1915, suggerita e favorita probabilmente dal corso tenuto in quel periodo all’Università di Palermo da Giovanni Alfredo Cesareo: del grande poeta siculo Foti esalta la classica bellezza, la greca semplicità, la inimitabile perfezione; al suo maestro rimprovera di contro una poesia azzimata, profumata e aristocratica, ma non così schietta come quella del Meli. La poesia religiosa di Giovanni Meli fa parte di una corposa pubblicazione per il secondo centenario della nascita del Meli.
Nel 1920 Foti pubblica Tommaso Campailla, saggio critico estetico; stima il poliedrico autore di Modica come scienziato ma non come poeta e definisce il suo poema Adamo, da altri decantato come opera di alta poesia da accostare al De rerum natura di Lucrezio, un «trattato scientifico in versi».
Leggende di Sicilia, è una raccolta di 25 storie siciliane, da lui lette prima alla radio di Palermo (EIAR) e pubblicate poi nel 1937, nelle quali si intrecciano mito, storia e religione.

## Opere in versi ed elementi di poetica
Per la produzione poetica G. Foti usa la lingua italiana e il dialetto siciliano; circa i contenuti, si può distinguere in poesia occasionale/celebrativa, didascalica, intima e personale.
Molte composizioni sono raggruppate in tre raccolte: In Lucem del 1912, Li canti di l’odiu e di l’amuri del 1919, Luci e ombre del 1938; stanno a sé La Piccatura bedda del 1921,  Figghiu d’ignoti del 1922 e Masi Raffaleri, inserito anche nella raccolta Li canti di lodiu e di l’amuri.
Pesante e retorico fino a diventare stucchevole quando si dilunga a celebrare la regina d’Italia o il suo Nocchiero, o i fasti della Patria, diventa amabile e coinvolgente quando ricorda il suo paesello e la sua infanzia, la sua casetta di campagna, gli affetti familiari o il figlioletto lontano.
Ancor più intima e genuina si fa la sua ispirazione nella produzione dialettale, al punto da suscitare l’attenzione di Ada Negri che, circa la Piccatura bedda, la Maddalena del Vangelo, si dichiara «convinta di essere davanti ad un’opera di schietta poesia»; leggendo poi Li canti di l'odiu e di l’amuri, ne definisce armoniosi i versi e aggiunge che «Leggendo e rileggendo, tutte le sue pagine mi hanno dato l’impressione di una appassionata melodia».
In questa prospettiva di poesia genuina si collocano anche i poemetti Masi Raffaleri, inserito anche nella raccolta dei Canti di l’odiu …, e Figghiu d’ignoti. Il primo è una novella rusticana di amore e morte che si conclude con l’uccisione della donna amata e fedifraga proprio il giorno del suo matrimonio; nel secondo, un giovane figlio di padre ignoto, morta la mamma e perso l’amore a causa della guerra, trova il riscatto nella morte per la patria. In entrambi il poeta rivela la capacità di cogliere con immediatezza l’anima passionale dei suoi personaggi e rappresentarne con straordinaria spontaneità ed efficacia le contraddizioni o la semplicità del carattere, il tumulto della passione, la violenza ferina dell’odio e la dolcezza dell’amore. Figghiu d’Ignoti, poi, secondo Giuseppe Ernesto Nuccio, rispetto al dramma rusticano di Masi Raffaleri e quello interiore della Piccatura bedda, segna un progresso nella poetica dell’autore, per la maggiore sobrietà di mezzi, una visione più limpida e una maggiore immediatezza di espressione.
La poetica di Giuseppe Foti, espressa sin dai titoli e negli occhielli di alcune opere (In Lucem, Luci e ombre, La Piccatura bedda), e teorizzata nella composizione La luce e l’ombra  è sviluppata e manifestata concretamente nelle varie dimensioni che coinvolgono la mente e il cuore, diversificandosi in menzogna e verità nell’ambito dell’intelletto, odio e amore in quello degli affetti, carne e spirito nell’ambito dei sensi, peccato e grazia in quello religioso; contrasto che, escluse le composizioni celebrative e occasionali, diventa materia prima e genuina della sua poesia. Verseggiatore prolisso e narcisista nelle composizioni celebrative ed occasionali, che amava anche declamare in pubblico, quando riesce a controllare la naturale esuberanza e si commuove per il figlioletto lontano, o per un uccellino sperduto d’inverno, o ricorda con nostalgia l’intima pace della sua casetta in campagna, o le forme acerbe e procaci di una villanella impacciata e scontrosa, oppure le ritrosie perfide e calcolate di una signora elegante, o ancora il dramma della Piccatura, o la rabbia di Masi, le parole sono pensate e sofferte e, in un certo senso anche contate, perché pregne di significato e ricche di pathos. La sua poesia, allora, è un momento di grazia e il Foti, dimentico di fare il poeta a tutti i costi, evita di imitare chi ha avuto successo, Carducci o Cesareo o altri che siano, e ci offre i frutti del suo travaglio interiore che sentiamo anche nostro.
Amedeo Tosti, nel suo repertorio sulla poesia regionale, dopo aver lamentato la decadenza o addirittura il silenzio totale della poesia dialettale in Sicilia all’inizio del ‘900, ne rileva una vera rinascita dopo le vicende della grande guerra, indica come pionieri di questo risveglio Nino Pappalardo e Nino Martoglio e, con altri, elenca tra gli esponenti anche Giuseppe Foti.